# Agatocle (ministro)
Agatocle (in greco antico: Ἀγαθοκλῆς?, Agathoklḕs; ... – Alessandria d'Egitto, ottobre 203 a.C.) è stato un funzionario egizio, ministro di Tolomeo IV Filopatore.

## Biografia
Nacque da Agatocle ed Enante, una donna di Samo. 
Assieme alla sorella Agatoclea, fu molto vicino al sovrano greco-egizio Tolomeo IV, che regnò dal 221 al 205 a.C. Agatocle e sua sorella furono presentati a Tolomeo IV dalla loro ambiziosa madre. Nonostante Tolomeo avesse sposato nel 220 a.C. sua sorella Arsinoe III, Agatoclea continuò ad essere la sua favorita. Secondo delle iscrizioni risalenti al 216/215 a.C., Agatocle sarebbe stato sacerdote del culto tolemaico di Alessandro Magno. Ad ogni modo, ciò che più conta è che Agatocle, grazie alla complicità della sorella, già a partire dal 221 a.C. era divenuto il vero e corrotto padrone dell'Egitto.
Alla morte di Tolomeo IV, nel 205 a.C., Agatocle e i suoi alleati mantennero segreto il decesso, in modo da poter saccheggiare indisturbati il tesoro reale. Con la collaborazione di Sosibio, fu poi ordita una cospirazione perché Agatocle ascendesse al trono, o fosse quantomeno nominato reggente del nuovo giovane re, Tolomeo V. Con l'appoggio di Sosibio, i cospiratori uccisero Arsinoe III, sorella e vedova del defunto re. Divenuto quindi reggente del giovane Tolomeo, Agatocle uccise Sosibio, anche se i dettagli dell'avvenimento sono sconosciuti.
Ma dopo pochi mesi, nell'ottobre del 203 a.C., la sua scandalosa condotta provocò la rivolta dell'esercito e del popolo di Alessandria, con a capo Tlepolemo, che circondò il palazzo durante la notte e fecero irruzione.
Agatocle e sua sorella chiesero pietà, ma invano; venne quindi ucciso dai suoi amici, per risparmiargli un destino ancora più crudele.
Agatoclea, le sue sorelle e Oenante, che si erano rifugiate in un tempio, furono trascinate fuori, e esposte nude alla furia della folla, che le linciò. Tutti i loro alleati e coloro che avevano avuto a che fare con la morte di Arsinoe III furono condannati a morte.